# 육가

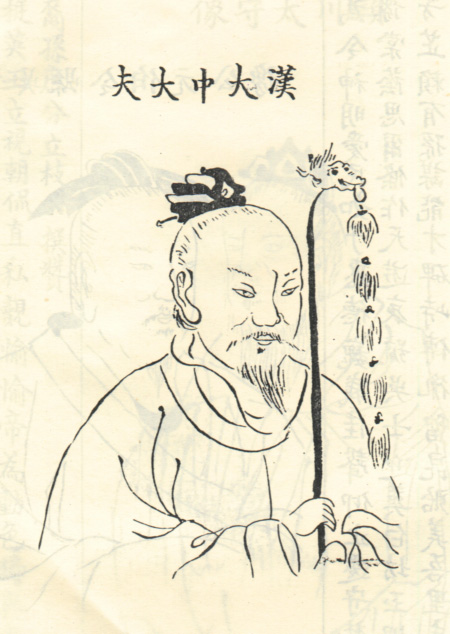
육가

육가(陸賈, 기원전 240년 ~ 기원전 170년 )는 한나라 초기의 정치가이며, 문학가이며, 사상가로서, 초기 유학의 발전에 중요한 역할을 감당하였다.
육가는 웅변에 능한 외교가로서도 역할을 감당하였는데, 남월왕 위타를 한나라에 종속시킨 것도 그의 뛰어난 웅변의 힘이였다. 유방에게도 문과 무가 조화를 이루어야 나라를 다스릴 수 있음을 설득하였고, 《신어(新語)》 12편을 저술하여 국가 존망의 갖가지 모습을 약술하여 유방의 통치를 도왔다. 한고조 유방의 사후에는 여태후의 전횡에 칭병하여 은퇴하고, 태위 주발과 승상 진평이 힘을 합하도록 주선하여 여태후 사후에 여씨로부터 유씨 황실을 지켜내는 데 중요한 역할을 하였다.

## 《신어》
한 고조가 진(秦)이 멸망한 원인과 한(漢)이 흥한 원인에 대하여 논해 보라는 하명에 응하여 육가가 1편을 바칠 때마다 상찬을 받았다고 하는 책이다. 지금 전해 오는 책의 12편의 수는 《사기(史記)》, 《한서(漢書)》의 〈육고전(陸賈傳)〉에서 볼 수 있는 《신어》 12편과 합치하지만, 내용으로 보면, 이 때의 상주(上奏)로서는 적합치 않은 자구도 있다. 어쩌면 《한서》〈예문지(藝文志)〉에 〈육가 23편〉이라고 한 것의 잔권이 오늘날의 책 속에 포함되어 있는지도 모른다.
《신어》에는 〈무위편(無爲篇)〉의 “그 도(道)는 무위(無爲)보다 더 큰 것이 없고, 행(行)은 근경(謹敬)보다 더 큰 것이 없다”라는 어구에서 볼 수 있는 바와 같은 무위를 정치의 이상으로 하는 사상이 흐르고 있다. 무위에 따라 천하가 잘 다스려진 것이 요순(堯舜)의 시대요, 그 반대로 애매하고 까다로운 법령과 엄중한 형벌에 따라 다스린 진 시황제는 실패하였다. 백성에게 선을 권장하는 데는 상위자(上位者)가 중화(中和)의 덕으로써 자연스럽게 교화하여 가는 것이 좋다고 설파하였다.
이와 같이 육가는 ‘무위’를 말하는 점에서 도가적 인상을 주지만, 그것은 어디까지나 진이 행한 것과 같은 법(法)·형(刑)의 만능주의를 배격함을 주안으로 한 것이지 결코 노자류의 소국과민(小國寡民)을 궁극의 이상으로 삼는 것은 아니다.
따라서 《신어》의 기본적 입장은 유가라고 해도 좋다.